# Tekken 8
Tekken 8 (japonsky: 鉄拳8) je bojová videohra z roku 2024 vyvinutá společnostmi Bandai Namco Studios a Arika, vydaná společností Bandai Namco Entertainment. Jedná se o osmý hlavní díl série Tekken a první díl, který debutoval na domácích systémech namísto arkádových.

## Příběh
Příběhový režim základní hry s názvem The Dark Awakens se odehrává šest měsíců po událostech svého předchůdce a zaměřuje se na závěrečnou konfrontaci mezi hlavním hrdinou Jinem Kazamou a hlavním antagonistou Kazuyou Mishimou a také na představení dcery zesnulého Heihachiho Mishimy, Reiny. Jinova matka Jun Kazama se také objevuje živá ve svém prvním kanonickém vystoupení od Tekkenu 2.
Mezitím se další příběhový režim s názvem Unforgettable Echoes zaměřuje na Lidii Sobiesku, Eddyho Gorda a Yoshimitsu na odhalování dávné historie klanu Mishima, stejně jako na vzkříšení samotného Heihachiho po jeho porážce proti Kazuyovi.

## Hratelnost
Hra Tekken 8 se zaměřuje na agresivnější tóny, byla vyvinuta v enginu Unreal Engine 5 a oproti svému předchůdci obsahuje vylepšené bojové prvky a systémy. Tekken 8 také přináší zcela nové mechaniky, jako je systém "Heat" a údery "Tornado". Arcade Quest byl dalším přírůstkem do jejich online režimu, který zahrnuje turnaje, arkádové prvky, přizpůsobitelné avatary a specializovanou měnu, která se objevuje v celé hře.

## Vydání a ohlasy
Testování hry probíhalo od července 2023, než byla dne 26. ledna 2024 vydána finální verze hry pro PlayStation 5, Windows a Xbox Series X/S.
Po svém vydání se Tekken 8 dočkal pochvalných recenzí, mnoho kritiků chválilo grafiku hry, příběh a celkový pokrok v sérii, nicméně hráčská základna a fanoušci nebyli spokojeni s agresivním systémem heat a menší odměnou za obrannou hru.
Po druhé sezóně byla hratelnost a směr dále kritizována profesionálními hráči a tvůrci obsahu jako "hyperagresivní hratelnost" a herní mechanismy "trestající hráče za bránění", což také vyvolalo silnou odezvu a negativní hodnocení na Steamu.